# Steampunk

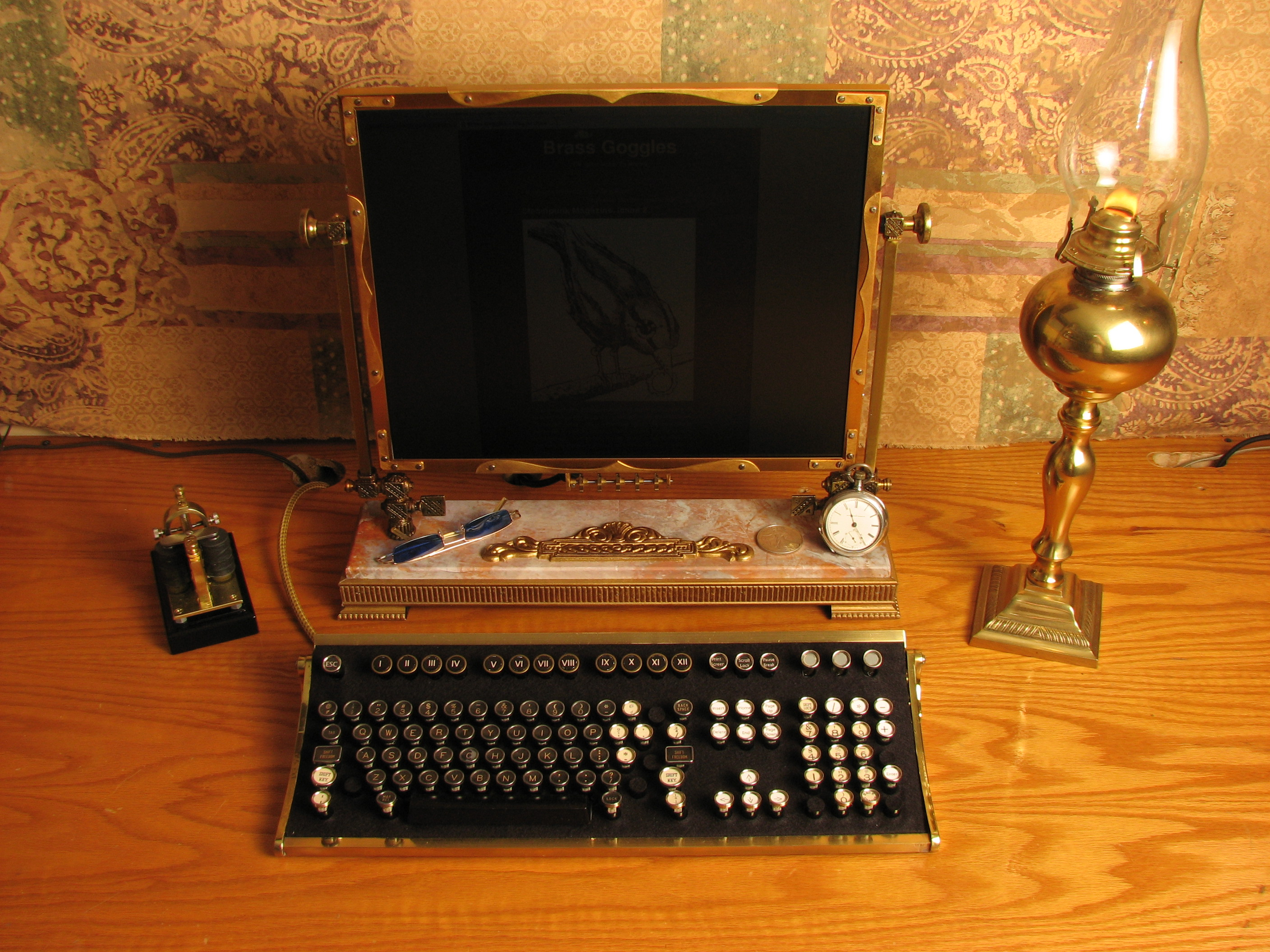
Komputer w stylu steampunkowym

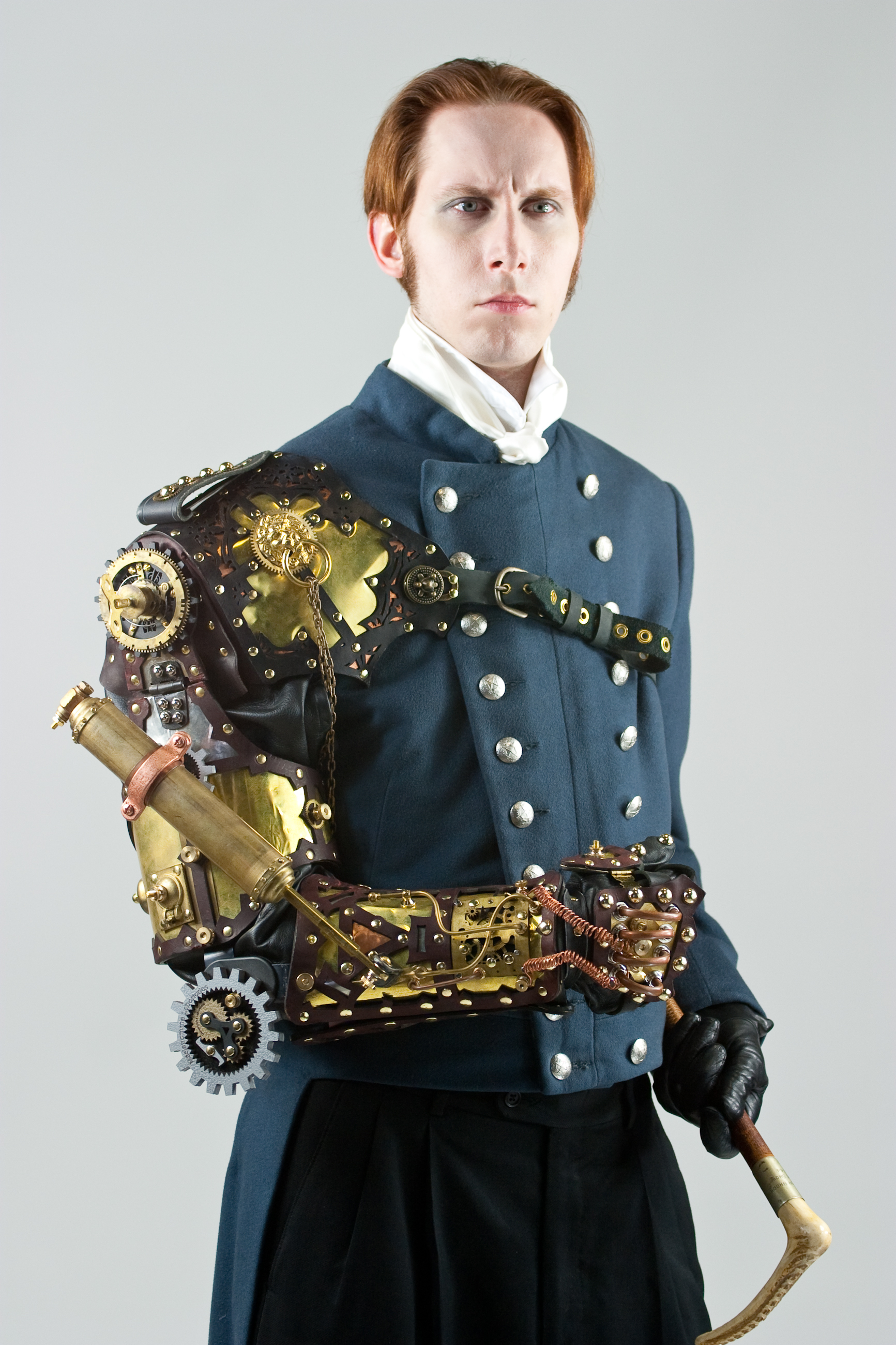
Pisarz G.D. Falksen w steampunkowym kostiumie

Steampunk – nurt stylistyczny w kulturze (literatura, film, komiks, moda), odmiana fantastyki naukowej, boczna gałąź cyberpunka. Nazwa pochodzi od słowa „steam” czyli pary i nawiązuje stylistyką, estetyką i techniką do maszyn parowych „epoki pary”, epoki wiktoriańskiej. Inaczej niż w cyberpunku, technika otaczająca bohaterów nie jest oparta na elektronice, lecz na mechanice (np. odpowiednikiem komputera jest maszyna różnicowa). Charakterystyczne dla steampunka zainteresowanie rozwojem techniki często prowadzi do kreowania wynalazków nieznanych w naszej historii, dlatego nurt ten bywa zaliczany do tzw. historii alternatywnych. Akcja utworów steampunkowych przeważnie rozgrywa się w epoce wiktoriańskiej – erze rewolucji technicznej, wieku pary (stąd nazwa gatunku: steam, ang. – para). Steampunk nawiązuje do twórczości ojców fantastyki: Juliusza Verne’a, Herberta George’a Wellsa czy Marka Twaina.

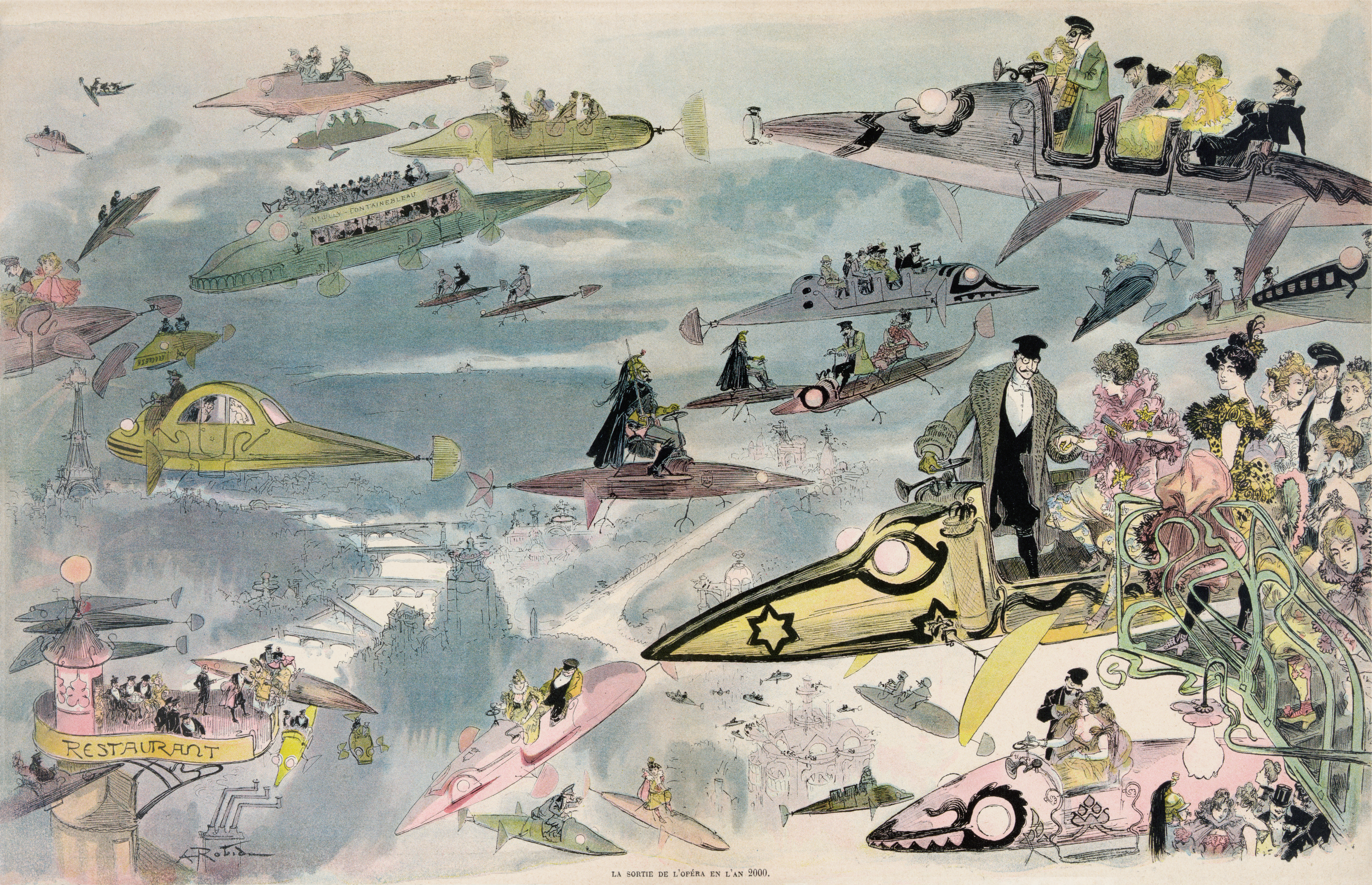
Futurystyczna wizja Paryża w 2000 roku (1902)

Nurtem powiązanym ze steampunkiem jest neowiktorianizm (naśladowanie dziewiętnastowiecznej stylistyki). W samym steampunku obecny jest też nurt fantasy (przykładowo w komputerowej grze fabularnej Arcanum: Przypowieść o maszynach i magyi), gdzie technika występuje wraz z magią i fantastycznymi rasami, takimi jak krasnoludy czy elfy.
Obecnie coraz częściej zaczyna używać się terminu dieselpunk (czyli maszyny spalinowe), którym określa się odłam cyberpunka z akcją osadzoną najczęściej w latach 30. i 40. XX wieku.

## Utwory

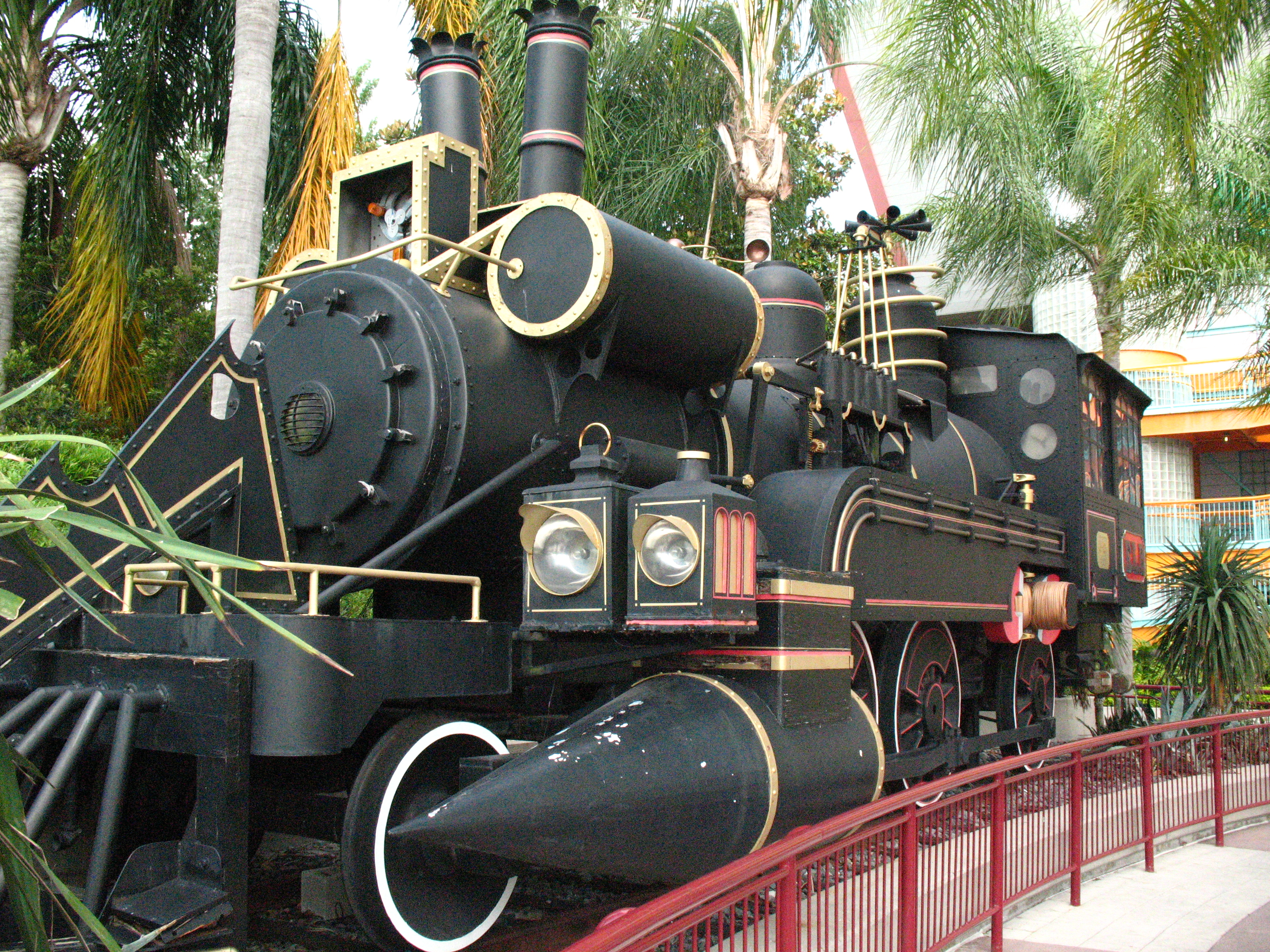
Replika lokomotywy z filmu Powrót do przyszłości III

Najbardziej znane w Polsce powieści steampunkowe to: Maszyna różnicowa (The Difference Engine) Bruce’a Sterlinga i Williama Gibsona, Alteracja (The Alteration) Kingsleya Amisa, Dworzec Perdido (Perdido Street Station) Chiny Miéville’a czy Maszyna Lorda Kelvina (Lord Kelvin's Machine) Jamesa Blaylocka.
Znane steampunkowe komiksy to: Mroczne miasta (Les Cités Obscures) autorstwa François Schuitena i Benoît Peetersa, seria Liga Niezwykłych Dżentelmenów (The League of Extraordinary Gentlemen) Alana Moore’a, niektóre komiksy DC Comics z serii Elseworlds, manga Hiromu Arakawy Fullmetal Alchemist a także polski komiks Pierwsza brygada Tobiasza Piątkowskiego.
Prekursorem filmowego steampunka był czechosłowacki reżyser Karel Zeman, nazywany „czeskim Meliesem”, który w latach 1955-70 stworzył serię filmów fabularnych, opartych na prozie Juliusza Verne’a lub nawiązujących do jego twórczości: Wyprawa w przeszłość (1955), Diabelski wynalazek (1958), Przygody Münchhausena (1961), Dwaj muszkieterowie (1964), Skradziony balon (1967) oraz Na komecie (1970). Filmy te zostały zrealizowane z dochowaniem wierności ilustracjom książek Verne’a, zarówno w sferze scenograficznej, jak i pod kątem pomysłowych, choć celowo anachronicznie wyglądających efektów specjalnych.
Światowe kino dopiero wiele lat po Zemanie postanowiło na nowo wykorzystać stylistyczny potencjał steampunka, rozpoczęty trzecią częścią trylogii Powrót do przyszłości (Back to the Future Part III) Roberta Zemeckisa. W kolejnych latach powstały: Bardzo dziki zachód (Wild Wild West) Barry’ego Sonnenfelda, Ligę niezwykłych dżentelmenów (The League of Extraordinary Gentlemen) Stephena Norringtona, opartą na komiksie Alana Moore’a o tym samym tytule, W 80 dni dookoła świata (Around the World in 80 Days), wariację na temat znanej powieści Juliusza Verne’a Franka Coraciego, czy filmy anime: Steamboy (Suchimuboi) Katsuhiro Otomo oraz Nausicaä z Doliny Wiatru, Laputa – podniebny zamek i Ruchomy zamek Hauru Hayao Miyazakiego. Steampunk możemy także zaobserwować w połączeniu z fantastyką naukową w filmie Disneya Planeta skarbów (Treasure Planet) (np. latające żaglowce z silnikami odrzutowymi, pistolety skałkowe strzelające laserem, czy mechanizm zastępujący jednej z postaci utracone części ciała).

## Gry
Grami fabularnymi osadzonymi w realiach steampunka są angielskie Castle Falkenstein, Victoriana (dwie nieco odmienne edycje), Unhallowed Metropolis, Iron Kingdoms, Etherscope, Space 1889 jak i polskie Wolsung, Trójca, amerykańskie Airship Pirates oraz New Age RPG. Do tego gatunku należy też zaliczyć kilka dodatków do systemów ogólnego przeznaczenia GURPS (3ed: m.in. Steampunk) czy d20 (OGL Steampunk). Komputerowymi grami osadzonymi w tych realiach są gry fabularne: Arcanum, Final Fantasy VI i Fable III, strzelanka Chaos Engine, gry przygodowe Syberia i Machinarium, gry akcji Dishonored i The Order: 1886, gra strategiczna Frostpunk oraz serie gier Thief i Myst. Motyw steampunka pojawia się też w grze strategicznej Rise of Nations: Rise of Legends. Pewne elementy tego gatunku są też widoczne w serii gier The Elder Scrolls – dwemerskie ruiny pełne maszyn i robotów stworzonych przez wymarłą rasę krasnoludów.
Klimat steampunkowy można odnaleźć także w grze Assassin’s Creed Syndicate, której fabuła odgrywa się w wiktoriańskim Londynie.

## Gatunki pochodne
- Dieselpunk
- Silkpunk
- Etherpunk